# Gaz iritant
Un gaz iritant este un gaz care prin inspirare irită căile respiratori ca de exemplu: vapori de acizi, de alcali, oxizi de azot, amoniac, fosgen, praf de potasiu, sau de hidroxid de sodiu.